# Estat de Katsina
L'Estat de Katsina és un dels 36 estats federats que formen Nigèria, situat al nord del país. Té una superfície de 24192 km²
i una població (cens del 2006) de 5.801.584 habitants dels quals 2.948.279 són mascles i 2.853.305 femelles, segons la Nigeria National Population Comission, si bé el cens indicava 5.792.578 persones. La projecció pel 2011 era de 6.725.626 habitants.

## Història
L'Estat Katsina va ser creat el 23 de setembre de 1987 a partir de la divisió de l'antic Estat de Kaduna.

## Geografia
Katsina limita al nord amb Níger, a l'est amb els estats de Jigawa i Kano, al sud amb el de Kaduna i a l'est amb el de Zamfara. El seu territori ocupa una superfície de 23.822 km², una àrea similar a la del País Valencià.
Les principals ciutats són, Katsina, que és la capital, Daura, Funtua, Malumfashi, Bakori i Kankia.
A causa del clima sec de la regió, els rius locals (Koza, Sabke, Tagwai, Gada, Karaduwa, Bunsuru, Gagare, Turami, Sokoto, Tub, Chalawa, Galma...) solament tenen cabal durant l'estació humida.

## Administració
L'Estat Katsina està dividit en 34 LGA (Local Government Area): Bakori, Batagarawa, Batsari, Baure, Bindawa, Charanchi, Dandume, Danja, Dan-Musa, Daura, Dutsi, Dutsin-Dt., Faskari, Funtua, Ingawa, Sípia, Kafur, Kaita, Kankara, Kankia, Katsina, Kurfi, Kusada, Mai'Adua, Malumfashi, Mani, Mashi, Matazu, Musawa, Rimi, Sabuwa, Safana, Sandamu i Zango.
També està dividida en dos emirats, el de Katsina (que ocupa 29 de les LGA de l'estat) i el de Daura. S'ha proposat dividir l'emirat de Katsina en 4 perquè el poble tingui més fàcil accés als seus caps tradicionals.

## Economia
Katsina és un estat principalment agrícola, sent els principals cultius de cotó, cacauet, mill, blat de moro, arròs i blat.

## Població, llengua i religió
Els principals grups etnicoculturals són els pobles hausses i fulani que parlen les respectives llengües. La religió majoritària és l'islam.